# 富冈制丝厂
36°15′19″N 138°53′16″E / 36.25528°N 138.88778°E
富冈制丝厂（日语：／ Tomioka seishijō）是位于日本群馬县富冈市的日本第一座机械化纺纱厂。1872年（明治5年）开业，当时的缫丝所、蚕茧仓库留存至今。
该厂为日本的近代化和纺纱工业的技术革新・交流做出了莫大贡献。该厂的遗址建筑群被日本国政府认定为国宝和重要文化遗产。同时，富冈制丝厂和丝绸产业遗产群在2014年6月21日於多哈举行的第38回世界遺産大会上被认定为世界文化遗产。

## 概要
江户时代末期，开国以后的日本主要出口生丝。但是由于粗制滥造等问题，日本的生丝产品一直评价不高。于是日本国政府决定兴办官办纺纱厂。
富冈制丝厂即是日本政府1872年从法国引进技术之后设立的官营模范工厂。在当时的世界的机械化纺纱中规模最大。
当时引进的纺纱机械考虑到了日本气候等条件，后来被普遍的引进到日本其他的纺纱工厂中，而富冈制丝厂的女工又将纺纱技术传播到日本各地，为日本的纺纱贡献做出了贡献。
1893年三井财阀买下富冈制丝厂。1902年改称母公司旗号，1939年又改名為片倉制丝纺绩会社（現片倉工業），该工厂即使在第二次世界大战中也一直未停产，直到1987年停业。
2005年工厂整体被认定为日本国史跡。2006年，工厂初期的主要建造物（建築物7棟、貯水槽1座、排水溝1处）被认定为重要文化財。2007年和养蚕业文化遗产一起作为「富岡制丝厂和丝绸产业遗产群」被列入世界文化遗产候选名单。
2014年6月21日被认定为世界文化遗产。这是日本近代化产业遗址第一次当选世界文化遗产。

## 图集

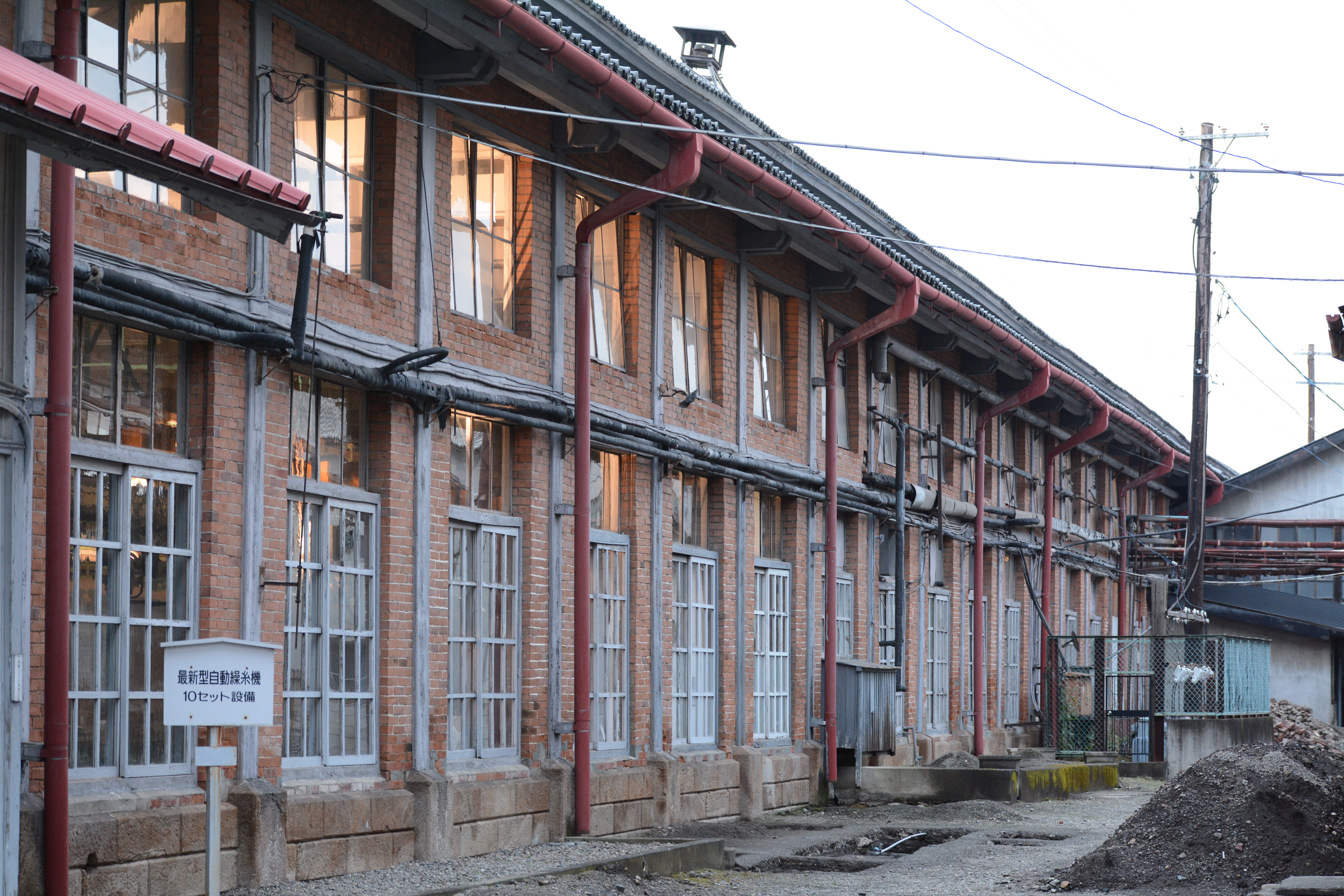
缫丝所
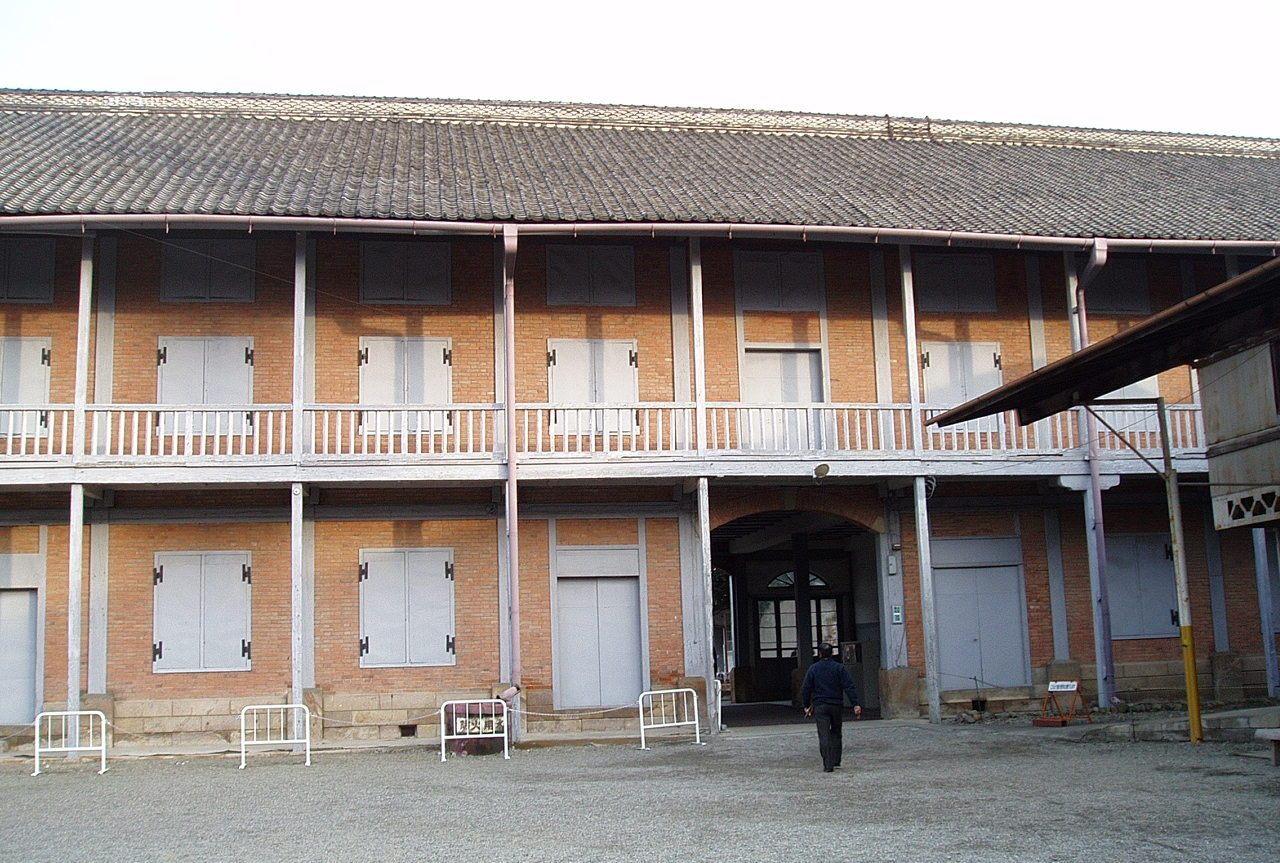
東茧倉庫（東置茧所）
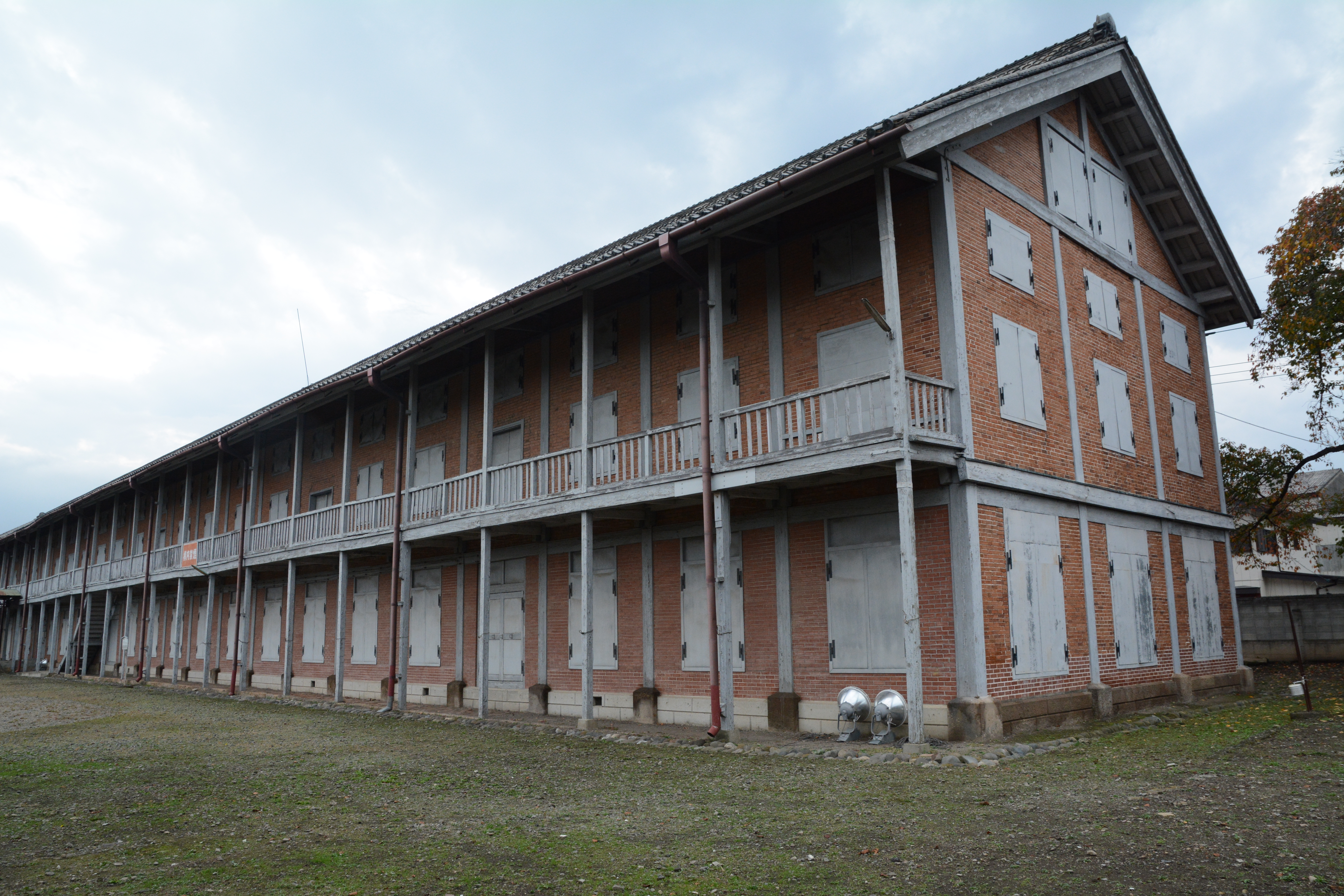
西茧倉庫（西置茧所）